# Філіп Морріс (тютюнник)
Філіп Морріс (1835—1873) — британський продавець тютюну та імпортер сигарет, ім'я якого пізніше було використано для компанії Philip Morris & Co. Ltd., заснованої в Нью-Йорку в 1902 році.

## Життя і кар'єра
У 1847 році сім'я Філіпа Морріса відкрила тютюнову крамницю на Бонд-стріт у Лондоні, де він продавав сипучий тютюн і готові сигарети. До 1854 року він почав виготовляти власні сигарети, а у 1870 році Морріс почав випускати сигарети Philip Morris Cambridge і Philip Morris Oxford Blues (пізніше названі Oxford Ovals і Philip Morris Blues).
Морріс помер 1873 року у віці 38 років. Після його смерті торгівлю сигаретами на себе перейняли його вдова Маргарет і син Леопольд Морріс.